# Paropioxys bellus
Paropioxys bellus är en insektsart som beskrevs av William Lucas Distant 1897. Paropioxys bellus ingår i släktet Paropioxys och familjen Eurybrachidae. Inga underarter finns listade i Catalogue of Life.